# Sportovec roku 1976
Sportovec roku 1976 byl osmnáctý ročník ankety sportovních novinářů o nejlepšího sportovce Československa. Vítězem se stal dráhový cyklista Anton Tkáč, který toho roku získal zlatou medaili na olympijských hrách v Montrealu. Stal se druhým slovenským vítězem ankety.

## První desítka
1. Anton Tkáč (cyklistika)
2. Josef Panáček (sportovní střelba)
3. Ivo Viktor (fotbal)
4. Jan Bártů (moderní pětiboj)
5. Vítězslav Mácha (zápas)
6. Helena Fibingerová (atletika)
7. Milan Nový (lední hokej)
8. Jan a Jindřich Pospíšilové (kolová)
9. Oldřich a Pavel Svojanovští (veslování)
10. Mária Mračnová (atletika)